# پیلاتوس پی‌سی-۲۱
پیلاتوس پی‌سی-۲۱ (به انگلیسی: Pilatus_PC-21) یک هواگرد از نوع Advanced هواپیمای آموزشی ساخت شرکت Pilatus Aircraft است. هواگرد پیلاتوس پی‌سی-۲۱ نخستین پروازش را در ۱ ژوئیه ۲۰۰۲ میلادی انجام داد. این هواگرد در سال آوریل ۲۰۰۸ میلادی رسماً معرفی گردید و در سال‌های 2002–present تولید شده‌است. در مجموع، تعداد ۱۳۱+ فروند از این هواگرد ساخته شده‌است.
طراح این هواگرد، Pilatus Aircraft بود.